# Francis Godwin
Francis Godwin, född 1562, död i april 1633, var en engelsk historiker, science fiction-författare samt biskop av Llandaff och av Hereford.

## Liv
Francis Godwin var son till Thomas Godwin, Bishop av Bath and Wells, född i Hannington, Northamptonshire. Han antogs som student vid Christ Church, Oxfords universitet 1578, där han först avlade bachelorexamen 1580 och blev master vid universitetet 1583. 1595 blev han även teologie doktor (engelska: Doctor of divinity).
Godwin avled, efter sjukdom, i april 1633.